# Oliver Kahn
Oliver Rolf Kahn (ur. 15 czerwca 1969 w Karlsruhe) – niemiecki piłkarz, który występował na pozycji bramkarza, w latach 1995–2006 reprezentant Niemiec w piłce nożnej. Od 2021 do 2023 prezes Bayernu Monachium.

## Początek kariery
Oliver karierę piłkarską rozpoczynał w klubie Karlsruher Sportclub. Pierwszy swój trening rozpoczął w 1975 (mając zaledwie 6 lat). W 1987 przebił się do pierwszego składu, wcześniej występował w juniorach. W sumie w Karlsruher rozegrał 128 meczów ligowych. W 1994 przeniósł się do Bayern Monachium w którym występował do końca swojej kariery.

## Kariera zawodowa
Od 1994 grał w Bayernie Monachium, dokąd trafił z Karlsruher Sportclub (KSC). W drużynie z Bawarii zdobył ośmiokrotnie mistrzostwo Niemiec (1997, 1999, 2000, 2001, 2003, 2005, 2006, 2008), sześciokrotnie Puchar Niemiec (1998, 2000, 2003, 2005, 2006, 2008), Puchar Ligi Niemieckiej (2007), Puchar UEFA (1996), Klubowy Puchar Świata (2001) oraz Puchar Mistrzów w 2001. Jest także laureatem złotej piłki dla najlepszego piłkarza Mistrzostw Świata 2002, które odbyły się w Korei Płd. i Japonii, gdzie wraz z reprezentacją Niemiec wywalczył tytuł wicemistrzowski. Brał udział w finałach mistrzostw Europy w 2000 i 2004. Trzykrotnie wybrany najlepszym bramkarzem świata w plebiscycie Międzynarodowego Stowarzyszenia Historyków i Statystyków Futbolu (IFFHS) (1999, 2001, 2002).

## Występ na Mundialu w Niemczech w 2006
7 kwietnia 2006 trener reprezentacji Niemiec Jürgen Klinsmann ogłosił, że to Jens Lehmann będzie pierwszym bramkarzem reprezentacji Niemiec podczas Mistrzostw Świata 2006. Kahn był rozczarowany tą decyzją, zdecydował się jednak pozostać w zespole w roli rezerwowego, a przed serią rzutów karnych w ćwierćfinałowym meczu z Argentyną podał rękę golkiperowi Arsenalu. Na niemieckim Mundialu wystąpił tylko jeden raz – w meczu z Portugalią o trzecie miejsce. Jak się później okazało, był to pożegnalny występ Kahna w barwach narodowych.

## Zakończenie kariery
Karierę piłkarską zakończył 17 maja 2008. Ostatni mecz w barwach Bayernu rozegrał 2 września 2008 roku, było to spotkanie towarzyskie FC Bayern-Niemcy.

## Dalsza kariera
1 lipca 2021 został prezesem Bayernu Monachium, którym był do 27 maja 2023 roku.

## Sukcesy
- Człowiek roku w niemieckiej piłce nożnej: 2001

## Rekordy
Nieaktualne
- Najwięcej zwycięstw w historii Bundesligi: 310 zwycięstw (w 557 meczach)[a][3]